# Liste der Biografien/Borj
Liste der Biografien |
Portal Biografien |
Personensuche
# |
A |
B |
C |
D |
E |
F |
G |
H |
I |
J |
K |
L |
M |
N |
O |
P |
Q |
R |
S |
T |
U |
V |
W |
X |
Y |
Z |
?
 
Ba |
Be |
Bd |
Bg |
Bh |
Bi |
Bj |
Bl |
Bm |
Bn |
Bo |
Br |
Bs |
Bu |
Bw |
By |
Bz
 
Boa–Boc |
Bod |
Boe |
Bof |
Bog |
Boh |
Boi–Bok |
Bol |
Bom |
Bon |
Boo |
Bop |
Boq |
Bor |
Bos |
Bot |
Bou |
Bov–Boz
 
Bora |
Borb |
Borc |
Bord |
Bore |
Borg |
Borh |
Bori |
Borj |
Bork |
Borl |
Borm |
Born |
Boro |
Borq |
Borr |
Bors |
Bort |
Boru |
Borv |
Borw |
Bory |
Borz
Die Liste der Biografien führt alle Personen auf, die in der deutschsprachigen Wikipedia einen Artikel haben. Dieses ist eine Teilliste mit 40 Einträgen von Personen, deren Namen mit den Buchstaben „Borj“ beginnt.

## Borj

### Borja
- Borja Lanzol de Romaní, Juan de (1446–1503), Kardinal der katholischen Kirche, Erzbischof, Bischof, Apostolischer Administrator und Patriarch von Konstantinopel
- Borja Llançol de Romaní, Juan de (1470–1500), Kardinal der katholischen Kirche
- Borja Llançol de Romaní, Pedro Luis de (1472–1511), spanischer Kardinal der katholischen Kirche
- Borja y Aragón, Francisco de († 1658), Schriftsteller und Vizekönig von Peru
- Borja y Castro, Juan de (1533–1606), spanischer Diplomat
- Borja y Velasco, Gaspar de (1580–1645), Kardinal aus dem spanischen Hochadel
- Borja, Eduardo Rergis (* 1980), mexikanischer Fußballspieler auf der Position eines Verteidigers
- Borja, Enrique (* 1945), mexikanischer Fußballspieler
- Borja, Félix (* 1983), ecuadorianischer Fußballspieler
- Borja, Francisco de (1441–1511), Kardinal der Katholischen Kirche
- Borja, Francisco de (1510–1572), spanischer Jesuit, Generaloberer des Jesuitenordens und HeiligerFrancisco de Borja (1510–1572)

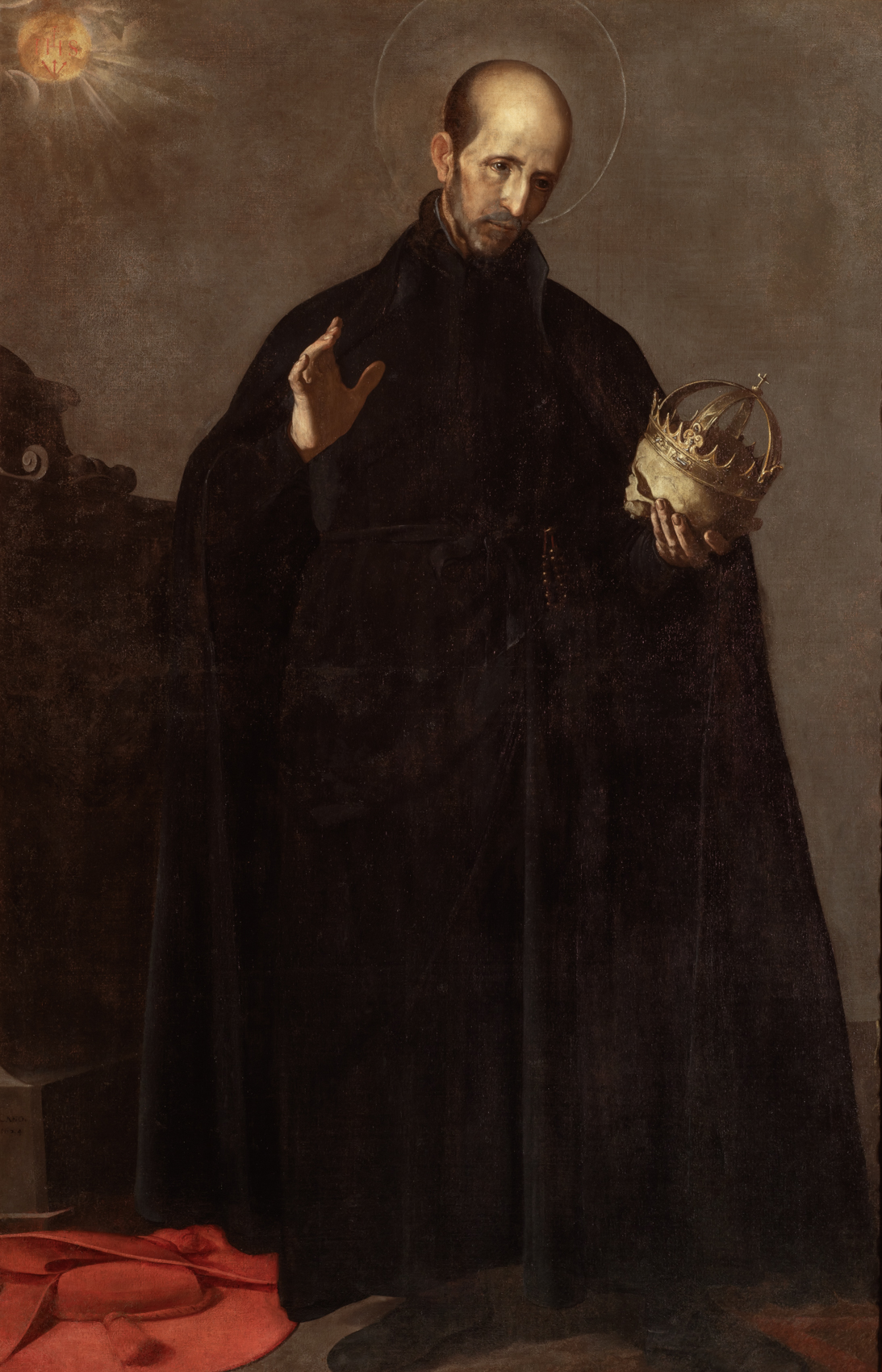
Francisco de Borja (1510–1572)

- Borja, Hernan (1959–2021), US-amerikanischer Fußballspieler
- Borja, Jacinto (1905–1969), philippinischer Diplomat und Politiker
- Borja, Lilian (* 1998), mexikanische Siebenkämpferin
- Borja, Miguel (* 1993), kolumbianischer Fußballspieler
- Borja, Pedro Luis de (1432–1458), jüngerer Bruder von Rodrigo Borgia sowie Neffe von Alfonso Borgia
- Borja, Priscila (* 1985), spanische Fußballspielerin
- Borja, Rodrigo (* 1935), ecuadorianischer Politiker, Präsident der Republik Ecuador
- Borja-Villel, Manuel J. (* 1957), spanischer Kurator, Kunsthistoriker und Museumsdirektor
- Borjan, Josef (1844–1904), österreichisch-böhmischer Kommunal- und Landespolitiker
- Borjan, Milan (* 1987), kanadisch-serbischer Fußballtorwart
- Borjans-Heuser, Peter (1948–2020), deutscher Lyriker
- Borjas, George J. (* 1950), US-amerikanischer Ökonom
- Borjas, Melissa (* 1986), honduranische Fußballschiedsrichterin
- Borjas, René (1897–1931), uruguayischer Fußballspieler

### Borje
- Börjes, Hasse (* 1948), schwedischer Eisschnellläufer
- Borjeson, Gil (1929–2017), US-amerikanischer Hammerwerfer
- Børjeson, Reidar (1931–2011), norwegischer Eiskunstläufer
- Börjesson, Agnes (1827–1900), schwedische Porträt-, Interieur- und Genremalerin der Düsseldorfer Schule
- Börjesson, Anette (* 1954), schwedische Fußball- und Badmintonspielerin
- Börjesson, Bo (* 1949), schwedischer Fußballspieler
- Börjesson, Erik (1888–1983), schwedischer Fußballspieler
- Börjesson, Jakob (* 1976), schwedischer Biathlet
- Börjesson, Josef (1891–1971), schwedischer Fußballtorhüter
- Börjesson, Reino (1929–2023), schwedischer Fußballspieler
- Börjesson, Rune (1937–1996), schwedischer Fußballspieler
- Börjesson, Sofie (* 1997), schwedische Handballspielerin
- Börjesson, Sören (1956–2024), schwedischer Fußballspieler und -trainer

### Borjl
- Börjlind, Rolf (* 1943), schwedischer Autor, Regisseur und DrehbuchautorRolf Börjlind (* 1943)

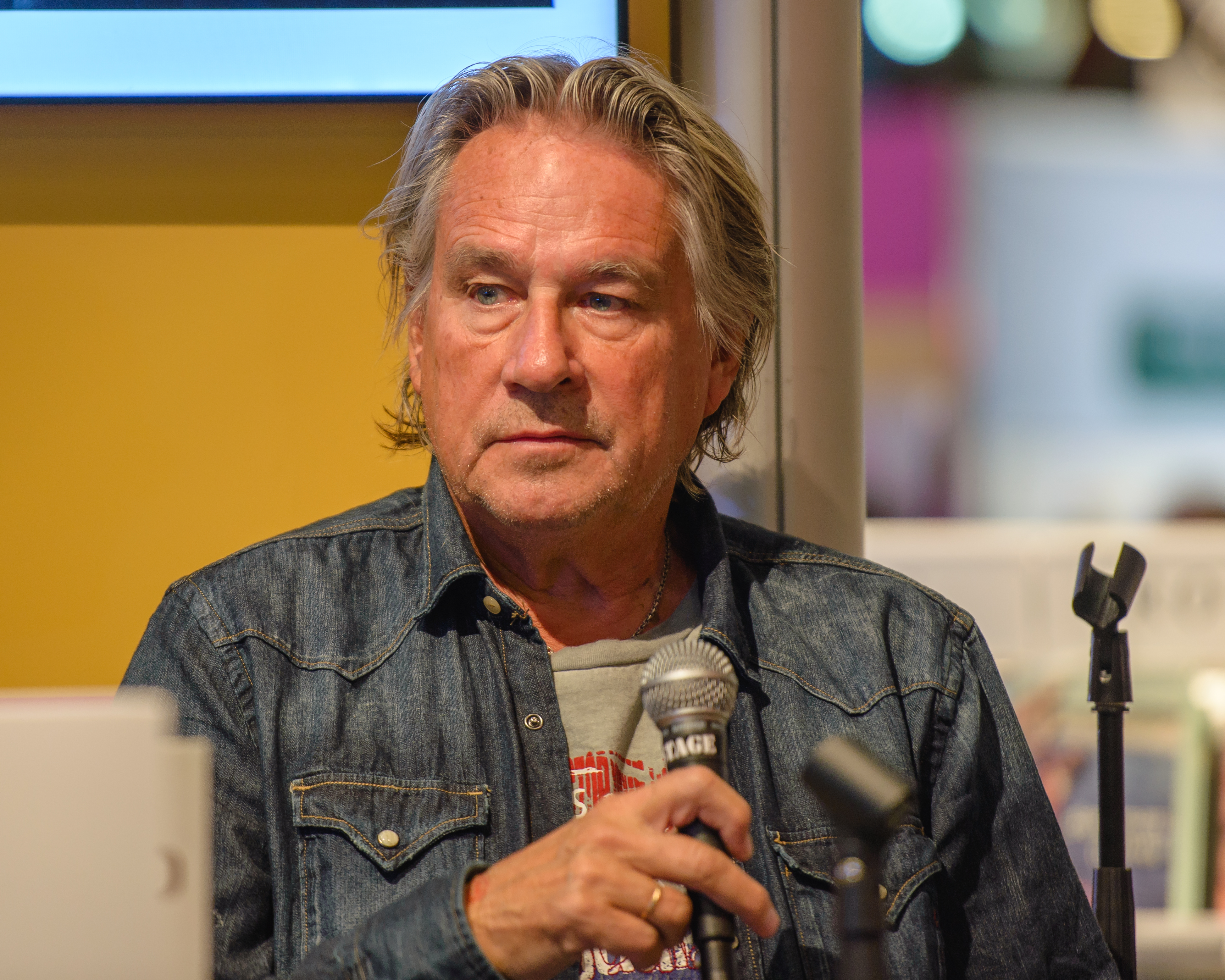
Rolf Börjlind (* 1943)

### Borjo
- Borjon de Scellery, Pierre (1633–1691), französischer Jurist und Komponist